# デューク大学

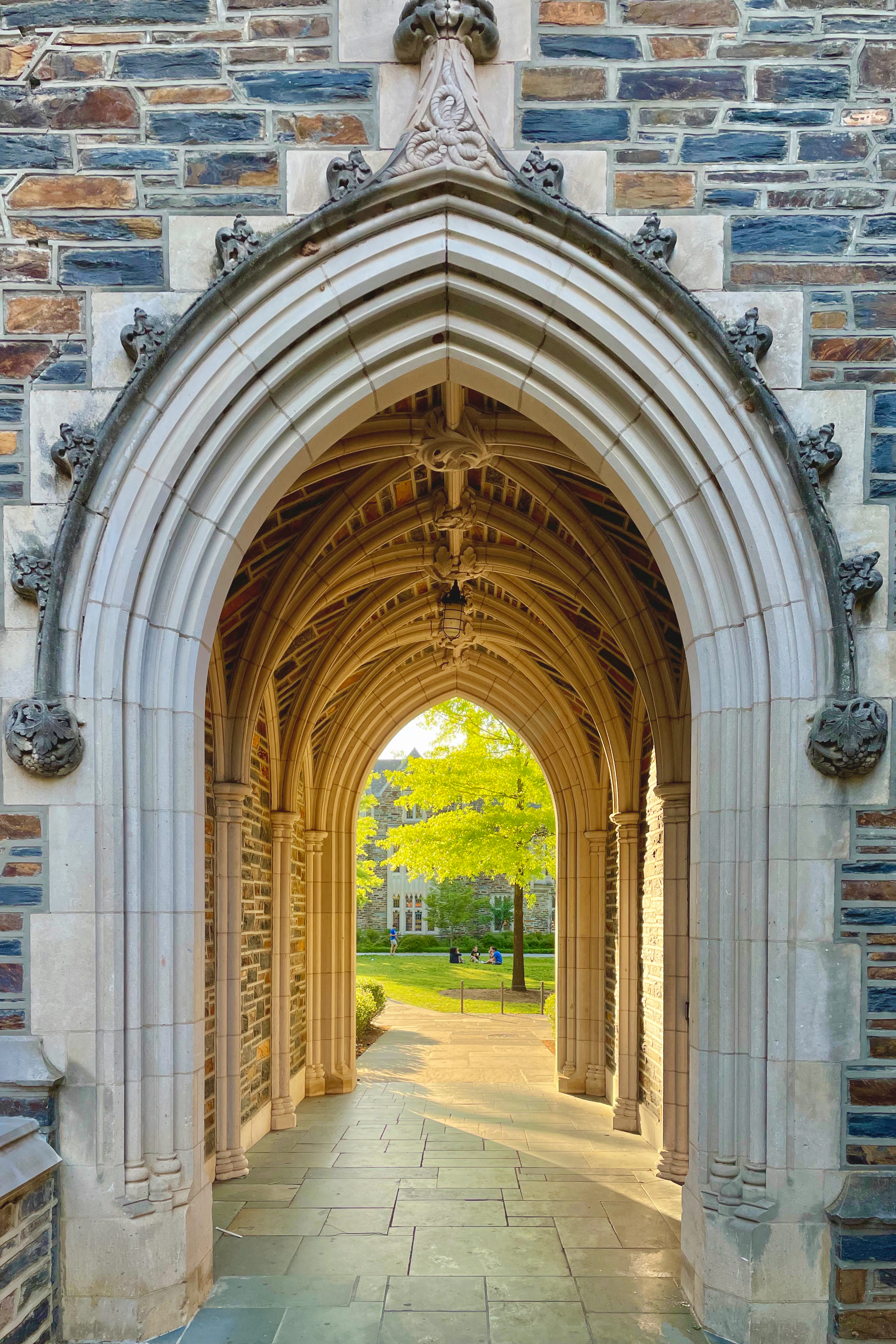
Few Quad Arch

デューク大学（デュークだいがく、Duke University）はアメリカ合衆国ノースカロライナ州ダーラムに本部を置く私立の名門大学。メソジスト教会の附属学校を前身として1924年に創設された。校名は創設者となったデューク家にちなむ。
学部の合格率が 5.1%と全米最難関校のひとつで、伝統的に医学部が高い評価を受けている。附属病院は長年アメリカ国内の病院トップ10に位置しており、とくに内科・麻酔科・外科・産婦人科などが優れているとみなされている。看護科はUSニューズ誌の病院ランキングで国内第1位。
タイムズ・ハイヤー・エデュケーションの大学総合ランキングでは米国内第5位・世界第26位。USニューズ誌では国内第7位。伝統的なアイビー・リーグには属さないがきわめて優れた教育・研究水準を維持する名門校グループとして「アイビー・プラス」の枠組みがあり、これにマサチューセッツ工科大学やスタンフォード大学と並んで名前がならぶ大学でもある。
また設立以来、人文教育も重視されており、フレデリック・ジェイムソンやスタンリー・フィッシュといった世界的な思想家・文学研究者が教壇に立っている。またアメリカの大学で近年重視されている英語のライティング教育（WID: Writing in the Disciplines）にも早くから取り組み先進校とされる。
著名な卒業生に現Apple社のCEOティム・クックや、第37代大統領リチャード・ニクソンなどがいる。
校訓は "Eruditio et Religio（知識と信仰）"。

## 沿革
大学の起源は1838年に遡る。メソジストとクエーカーの両コミュニティによって、ノースカロライナ州トリニティ（Trinity）にブラウン・スクール（Brown School）として設立された。後のタバコ事業実業家ジェームス・B・デュークの父、ワシントン・デュークの財政支援を受け、1892年にダーラムに移転。1924年、ジェームス・B・デュークによってデューク基金（The Duke Endowment）を設置、同校への募金を行った。この時に彼の父であるワシントン・デュークの功績を讃え、大学名をデューク大学に変更することとなった。
1986年から2015年の間において、チャーチル奨学生の輩出数はプリンストン大学とハーバード大学に次ぐ全米第3位で、2002年にはハーバード大学を上回った。ロードス、マーシャル、トルーマン、ゴールドウォーター、ウダルの各奨学生の輩出数は全米で5番目に多い。

## ランキング

### 主要世界大学ランキング
- QS世界大学ランキング: 第57位（2024）[21]
- 世界大学学術ランキング: 第34位（2023）[22]
- CWUR世界大学ランキング: 第20位（2023年度）[23]

### Wall Street Journal/Times Higher Education 大学ランキング
- 全米大学総合ランキング：第5位（2022年度）[24]

### US NEWS主要研究課程ランキング(2019)
出典:
- 工学部: 第26位（医用生体(4), 環境(11), 計算機(17), 電気(25), 機械(28), 材料(30), 土木(32)）
- 計算機科学部: 第25位
- 物理学部: 第28位
- 化学部: 第32位
- 生物学部: 第10位
- 数学部: 第16位
- 統計学部: 第12位
- 経済学部: 第16位
- 政治学部: 第7位
- 英語学部: 第13位
- 歴史学部: 第18位
- 心理学部: 第17位
- 社会学部: 第15位
- 地球科学部: 第46位

### 専門大学院
- 法科大学院: 第5位（米国ロースクールのトップ校であるT14の一校である）
- 経営学大学院(MBA): 第10位
- 医科大学院: 第10位（研究部門）/ 第26位（一次医療部門）

## 著名な出身者・関係者

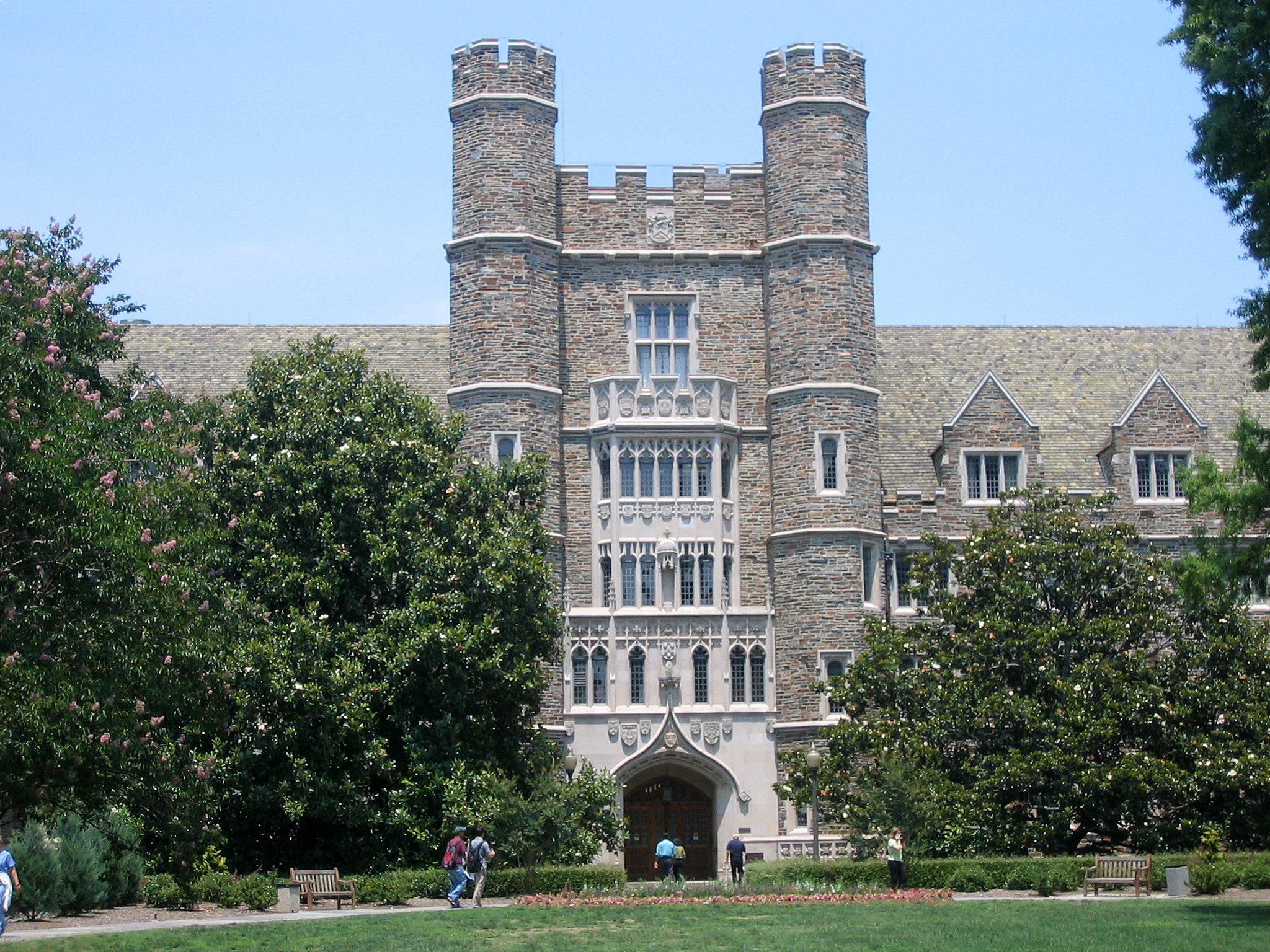
デューク大学メディカル・スクール(Duke Med)

同窓生は145,000人を超え、毎年恒例の"Reunion Weekend"や"Homecoming"などの組織やイベントを通じて大学に貢献している。米国内には75の、国外には38の同窓会組織がある。U.S. News＆World Reportによると、2008～09会計年度、デューク大学は米国の大学の卒業生の寄付率で3位となった。また、2011年にPayScaleがまとめた統計に基づくと、デューク大学の卒業生は、米国のすべての大学の中で中途採用者の給与中央値が7位となっている。多くの卒業生は、とりわけ、政府、法律、科学、学界、ビジネス、芸術、ジャーナリズム、および陸上競技の分野で重要な貢献をしている。

### 政治
- リチャード・ニクソン - アメリカ合衆国第37代大統領。1937年に法学位を取得して卒業した。
- エリザベス・ドール - 元米国運輸長官
- リカルド・ラゴス第33代チリ共和国大統領
- ジュアニータ・M・クレプス（英語版） - 元米国商務長官
- ロン・ポール - 3度の大統領候補
- エリック・シンセキ - 軍人、陸軍大将、米国退役軍人長官、第34代元米国陸軍参謀総長
- ジェフリー・ザイエンツ - ジョー・バイデン政権下の新型コロナウイルス対策調整官
- マーティン・デンプシー - 第18代統合参謀本部議長
- ケビン・マーティン (連邦通信委員会)（英語版）- 米国連邦通信委員会（FCC）元議長
- レックス・アダムス - 公共放送サービス（PBS）元会長
- スティーブン・ミラー - 第45代アメリカ合衆国大統領ドナルド・トランプの元特別顧問
- シェイカ・アール＝マヤッサ・ビン
- ハマド・ビン・ハリーファ・アール＝サーニー - 元カタール首長
- アミット・ミトラ - インドの西ベンガル州の財務大臣
- 平沢勝栄 - 衆議院議員
- 青柳仁士 - 衆議院議員
- 田村耕太郎 - 元参議院議員
- 齊藤栄 - 政治家

### 行政・法曹
- ケネス・スター - 弁護士、ホワイトウォーター疑惑の捜査を指揮した特別検察官

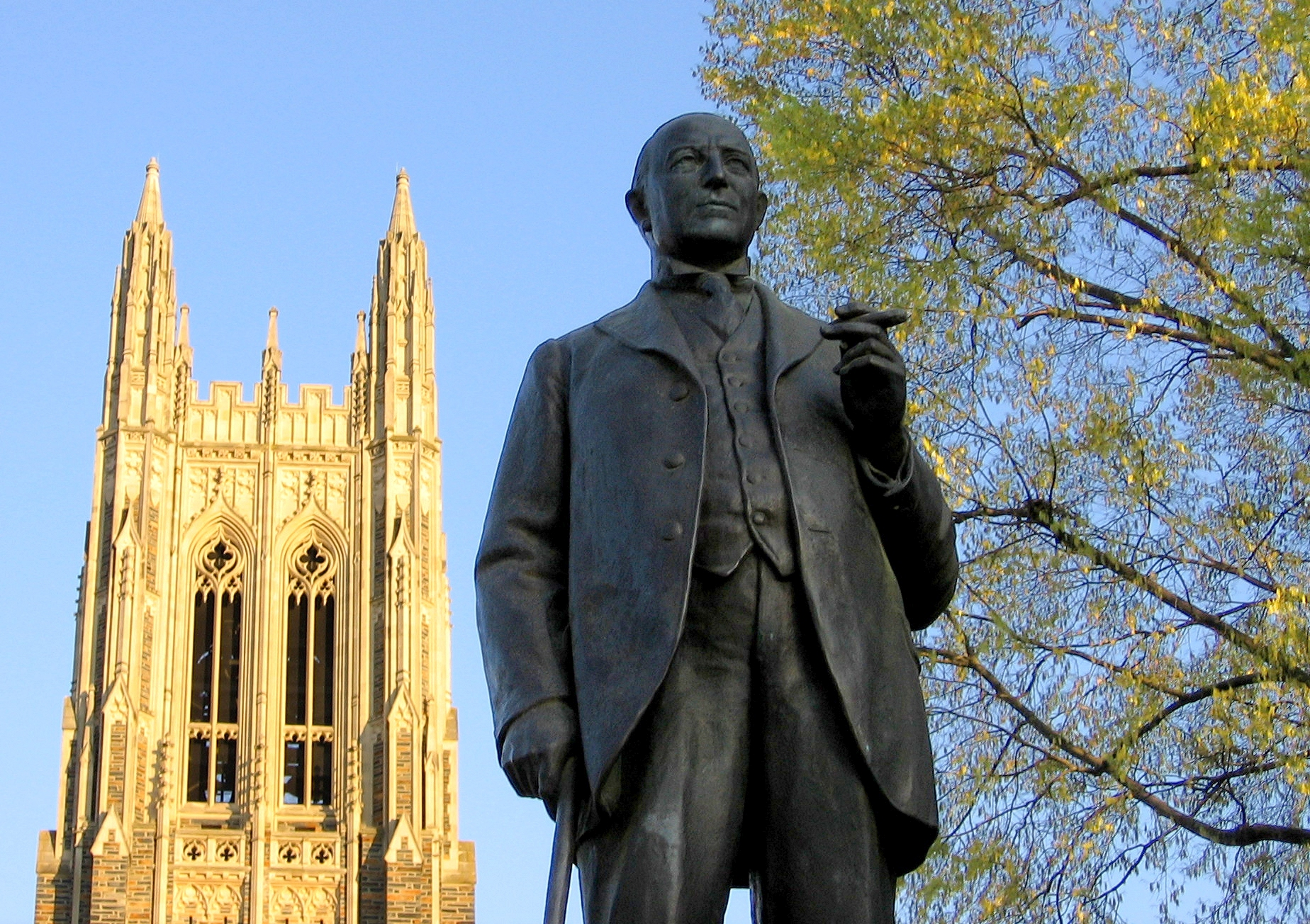
ジェームス・B・デューク(James Buchanan Duke)

### ビジネス
- メリンダ・ゲイツ - 実業家、慈善家、ビル&メリンダゲイツ財団共同会長
- ティム・クック - 第7代目アップルCEO
- リチャード・ワゴナー - ゼネラルモーターズ会長兼最高経営責任者
- 木原正裕 - 銀行家、みずほフィナンシャルグループ社長
- 米倉弘昌 - 実業家、元日本経済団体連合会会長
- 田中正朗 - マッキンゼー・アンド・カンパニー
- 武捨皓介 - コロンビア大学客員教授、マッキンゼー・アンド・カンパニー

### 学術
- ジョン・コック - 計算機科学者、1987年度チューリング賞受賞者
- フレデリック・ブルックス - 計算機科学者、1999年度チューリング賞受賞者
- エドムンド・クラーク - 計算機科学者、2007年度チューリング賞受賞者
- エリザベス・ドール - 政治家、ノースカロライナ州選出連邦上院議員、第8代目アメリカ合衆国運輸長官、第20代目アメリカ合衆国労働長官
- ポール・ファーマー - 医師、医療人類学者、ハーバード大学教授
- リック・カークランド - 『フォーチュン』誌編集長
- ジャニタ・クレスプ - 経済学者、第25代目アメリカ合衆国商務長官
- チャールズ・タウンズ - 物理学者、1964年度ノーベル物理学賞受賞、コロンビア大学教授
- ハンス・デーメルト - 物理学者、1989年度ノーベル物理学賞受賞
- ロバート・リチャードソン - 物理学者、1996年度ノーベル物理学賞受賞
- ピーター・アグレ - 分子生物学者、2003年度ノーベル化学賞受賞
- ロバート・レフコウィッツ - 医学者、2012年度ノーベル化学賞受賞
- ブライアン・コビルカ - 生化学者、2012年度ノーベル化学賞受賞
- ポール・モドリッチ - 生物学者、2015年度ノーベル化学賞受賞
- ジョージ・ヒッチングス - 薬理学者、1988年度ノーベル生理学・医学賞受賞
- ガートルード・エリオン - 生化学者、薬理学者、1988年度ノーベル生理学・医学賞受賞
- マーティン・ロッドベル - 生化学者、内分泌学者、1994年度ノーベル生理学・医学賞受賞

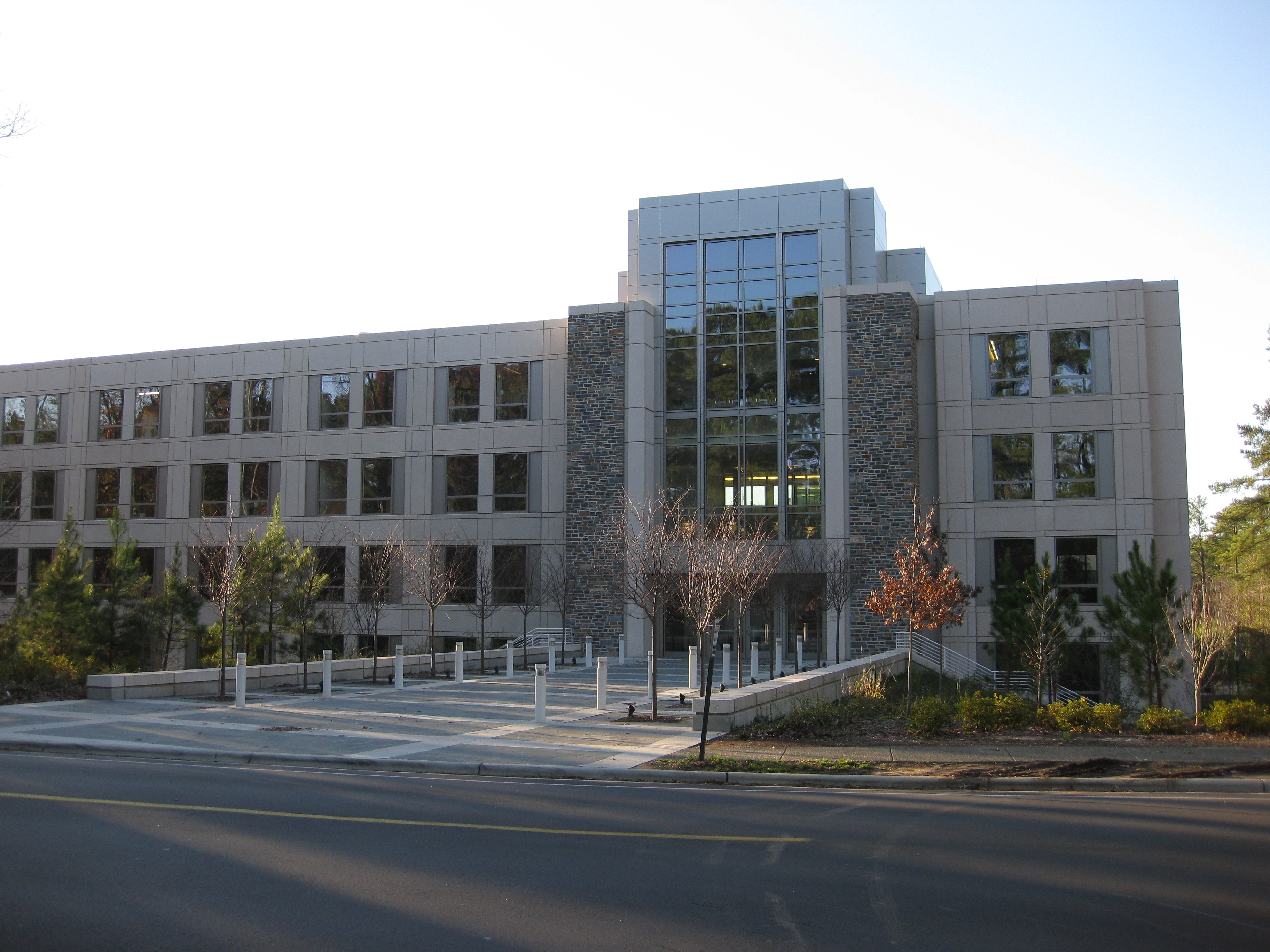
フュークア・スクール・オブ・ビジネス(Duke Fuqua)

- 青木英彦 - 経営学者
- 川崎恭治 - 物理学者
- 福島孝徳 - 脳神経外科医
- 吉村仁 - 生物学者
- 橋本康 - 農業工学者
- 國生剛治 - 工学者
- 佐藤千登勢 - 歴史学者
- 伊東辰彦 - 音楽学者
- 長窪専三 - 聖書学者

### 文化・芸能
- ランドール・ウォレス - 映画監督、脚本家
- アナベス・ギッシュ - 女優
- ジュディー・ウッドラフ - ジャーナリスト、NBCホワイトハウス担当記者、CNNキャスター
- ジム・ローゼンフィールド－CBS放送ニュースキャスター・ジャーナリスト
- クリストファー・アドラー - 作曲家、ケーン奏者。

### スポーツ
- クリス・カプアーノ - MLB選手
- ネイト・フレイマン - MLB選手
- アレックス・ハッサン - MLB選手
- ダン・オテロ - MLB選手
- スコット・ショーエンワイス - MLB選手
- マーカス・ストローマン - MLB選手
- ディック・グロート - MLB・NBA選手
- アダム・シルバー - 第6代NBAコミッショナー
- トミー・アマカー - ハーバード大学バスケットボールチーム監督
- エルトン・ブランド - NBA選手
- グラント・ヒル - NBA選手
- カルロス・ブーザー - NBA選手
- カイリー・アービング　- NBA選手
- ジェイソン・テイタム - NBA選手
- クリスチャン・レイトナー - NBA選手
- ザイオン・ウィリアムソン - NBA選手
- 法華津寛 - 馬術選手、実業家

### その他
- 王千源 - 中国人留学生
- 笹森建美 - 牧師、剣道家
- 山下香枝子 - 看護師
- 山森鉄直 - 国際飢餓対策機構国際総裁

## スポーツ

### バスケットボール
コーチKと呼ばれるマイク・シャシェフスキー率いる男子バスケットボールチームは、数多のNBAプレーヤーを輩出しており、全米屈指の名門かつ強豪として有名である。これまでにNCAA全米チャンピオンを5度制覇している。（1991, 1992, 2001, 2010, 2015）

## 日本人留学生
博士研究員（ポストドクター）の医学系・理系専攻、修士課程ビジネススクール、ロースクール、ニコラス環境スクール、サンフォード公共政策スクールなどにほぼ毎年日本人留学生の在籍がある。